# Акнаберд
Акнаберд (вірм. Ակնաբերդ), Умудлу (азерб. Umudlu) — село у Шаумянівському районі Нагірно-Карабаської Республіки. Єдине село в Нагірно-Карабаській Республіці, яке хоча і входить до складу одного району, але оточене з усіх боків територією іншого (Мартакертського) району. Село розташоване на березі Сарсанського водосховища за 61 км на північний схід від свого районного центру — міста Карвачара, за 32 км на захід від найближчого районного центру — міста Мартакерта, на трасі Мартакерт — Атерк, поруч з селами Заґлік та Газараох.

## Історія
У 1921 р. в селі проживало 304 особи — усі азербайджанці . В радянські роки було заселено переважно азербайджанцями .
З 1995 по 1998 роки село було адміністративним центром Шаумянівського району . Вподальшому адміністративний центр був перенесений у місто Карвачар.

## Пам'ятки
- В селі розташований Андабердський монастир 11 — 13 ст., каплиця 12 — 13 ст., хачкар 11 — 13 ст., надгробні камені — середньовіччя та монастир Сурб Карапета 12 — 13 ст.